# Pirotehnie
Pirotehnia este știința folosirii materialelor capabile de a suporta reacții exotermice auto-conținute și auto-susținute pentru producerea de căldură, lumină, gaz, fum și/sau sunet. Pirotehnia include fabricarea chibriturilor, artificiilor, lumânărilor cu oxigen etc. Persoanele responsabile cu depozitarea sigură, manevrarea și funcționalitatea dispozitivelor pirotehnice se numesc pirotehnicieni.
În România, în conformitate cu Legea 126/1995 privind regimul materiilor explozive, republicată în 2014, prepararea, producerea, procesarea, experimentarea, deținerea, tranzitarea pe teritoriul țării, transmiterea sub orice formă, transferul, transportul, introducerea pe piață, depozitarea, încărcarea, încartușarea, delaborarea, distrugerea, mânuirea, comercializarea și folosirea materiilor explozive (explozivii de tipul amestecuri explozive, emulsii explozive, mijloace de inițiere, fitile detonante, fitile de siguranță, fitile de aprindere, capse electrice, capse pirotehnice, tuburi de șoc, relee detonante, inclusiv explozivii de uz civil și articolele pirotehnice) se pot realiza numai de către persoane juridice sau fizice autorizate.